# Salim Abubakar
Salim Abubakar (Accra, 6 aprile 2003) è un calciatore ghanese naturalizzato nigerino, centrocampista dello Skënderbeu e della nazionale nigerina.

## Carriera

### Club
Nato ad Accra, nel dicembre del 2006 Abubakar entra a far parte del settore giovanile del Sassuolo. Inizialmente aggregato alla formazione under-17 del club neroverde, viene poi promosso alla squadra under-18, e infine alla Primavera; nel settembre del 2021, ha firmato il suo primo contratto da professionista con gli emiliani, valido fino al 30 giugno 2026. Durante la stagione 2021-2022, colleziona le sue prime convocazioni in prima squadra, guidata da Alessio Dionisi.
Il 30 agosto 2024, viene ceduto in prestito alla Pergolettese, in Serie C.

### Nazionale
Nato in Ghana, Abubakar è di origini nigerine.
Nel giugno del 2023, è stato incluso nella rosa della nazionale under-23 del Niger partecipante alla Coppa delle nazioni africane di categoria, in cui la sua squadra è stata eliminata al primo turno.
Nel settembre dello stesso anno, ha ricevuto la sua prima convocazione con la nazionale maggiore nigerina dal CT Jean-Michel Cavalli; ha quindi esordito il 7 settembre seguente, disputando da titolare l'incontro di qualificazione per la Coppa delle nazioni africane 2023 contro l'Uganda.

## Statistiche

### Presenze e reti nei club
Statistiche aggiornate al 26 aprile 2025.
| Stagione        | Squadra         | Campionato      | Campionato | Campionato | Coppe nazionali | Coppe nazionali | Coppe nazionali | Coppe continentali | Coppe continentali | Coppe continentali | Altre coppe | Altre coppe | Altre coppe | Totale | Totale |
| Stagione        | Squadra         | Comp            | Pres       | Reti       | Comp            | Pres            | Reti            | Comp               | Pres               | Reti               | Comp        | Pres        | Reti        | Pres   | Reti   |
| --------------- | --------------- | --------------- | ---------- | ---------- | --------------- | --------------- | --------------- | ------------------ | ------------------ | ------------------ | ----------- | ----------- | ----------- | ------ | ------ |
| 2023-2024       | Sassuolo        | A               | 0          | 0          | CI              | 0               | 0               | -                  | -                  | -                  | -           | -           | -           | 0      | 0      |
| 2024-2025       | Pergolettese    | C               | 18         | 0          | CI-C            | 0               | 0               | -                  | -                  | -                  | -           | -           | -           | 18     | 0      |
| Totale carriera | Totale carriera | Totale carriera | 18         | 0          |                 | 0               | 0               |                    | -                  | -                  |             | -           | -           | 18     | 0      |

### Cronologia presenze e reti in nazionale
| Cronologia completa delle presenze e delle reti in nazionale ― Niger | Cronologia completa delle presenze e delle reti in nazionale ― Niger | Cronologia completa delle presenze e delle reti in nazionale ― Niger | Cronologia completa delle presenze e delle reti in nazionale ― Niger | Cronologia completa delle presenze e delle reti in nazionale ― Niger | Cronologia completa delle presenze e delle reti in nazionale ― Niger | Cronologia completa delle presenze e delle reti in nazionale ― Niger | Cronologia completa delle presenze e delle reti in nazionale ― Niger |
| Data                                                                 | Città                                                                | In casa                                                              | Risultato                                                            | Ospiti                                                               | Competizione                                                         | Reti                                                                 | Note                                                                 |
| -------------------------------------------------------------------- | -------------------------------------------------------------------- | -------------------------------------------------------------------- | -------------------------------------------------------------------- | -------------------------------------------------------------------- | -------------------------------------------------------------------- | -------------------------------------------------------------------- | -------------------------------------------------------------------- |
| 7-9-2023                                                             | Marrakech                                                            | Niger                                                                | 0 – 2                                                                | Uganda                                                               | Qual. Coppa d'Africa 2023                                            | -                                                                    |                                                                      |
| 18-11-2023                                                           | Marrakech                                                            | Niger                                                                | 0 – 1                                                                | Tanzania                                                             | Qual. Mondiali 2026                                                  | -                                                                    | 66’                                                                  |
| 21-11-2023                                                           | Marrakech                                                            | Niger                                                                | 2 – 1                                                                | Zambia                                                               | Qual. Mondiali 2026                                                  | -                                                                    | 66’                                                                  |
| 8-1-2024                                                             | Diamniadio                                                           | Senegal                                                              | 1 – 0                                                                | Niger                                                                | Qual. Mondiali 2026                                                  | -                                                                    | 69’                                                                  |
| Totale                                                               |                                                                      | Presenze                                                             | 4                                                                    |                                                                      | Reti                                                                 | 0                                                                    |                                                                      |